# Andrea Borella
Andrea Borella   () és un tirador d'esgrima italià, ja retirat, guanyador d'una medalla olímpica. Està casat amb la també tiradora d'esgrima Francesca Bortolozzi.
El 1984 va prendre part en els Jocs Olímpics d'Estiu de Los Angeles, on va disputar dues proves del programa d'esgrima. En la prova del floret per equips guanyà la medalla d'or, mentre en la de floret individual fou cinquè. Quatre anys més tard, als Jocs de Seül, tornà a disputar dues proves del programa d'esgrima. Fou setè en la competició de floret per equips, mentre en la prova individual finalitzà en posicions molt endarrerides. El 1992, a Barcelona, disputà els seus tercers, i darrers, Jocs Olímpics. Fou cinquè en la prova individual de floret i sisè en la d'equips.
En el seu palmarès també destaquen onze medalles en el Campionat del món d'esgrima, cinc d'or, cinc de plata i una de bronze, entre les edicions del 1977 i del 1994. També guanyà sis medalles a les Universíades, dues d'or, una de plata i tres de bronze, entre el 1981 i el 1989, i una medalla de bronze en els Jocs del Mediterrani de 1991.